# Edran
Edran est une marque belge de voitures de sport. Edran Cars est le nom de la firme qui s'occupe de la production de ces voitures et se situe à Bourg-Léopold (Leopoldsburg) en Belgique. Edran Cars a été fondée en 1984 par André Hanjoul et dès lors la firme est active dans la production artisanale de carrosseries et le design des voitures de sport.
En 1994, la Spyder Mk I, premier modèle de la marque Edran, a vu le jour au salon de Bruxelles en première mondiale. Cette présentation a été marquée par la visite de la Princesse Astrid de Belgique et l'Archiduc Lorenz d'Autriche-Este. 
Jusqu'à présent on connait deux modèles, l´Edran Spyder MkI(150 cv) et la Mk II (180 cv). Une nouvelle Edran, l´Enigma, est actuellement en cours de développement.